# I figli dell'aria
I figli dell'aria è un romanzo avventuroso fantascientifico di Emilio Salgari, pubblicato nel 1904 dall'editore Donath di Genova. Le vicende narrate hanno avuto un seguito nel romanzo Il re dell'aria pubblicato nel 1907.

## Trama
Due militari russi di stanza a Pechino sono accusati di omicidio e condannati a morte. Pochi istanti prima dell'esecuzione vengono salvati dal provvidenziale intervento di una fantastica macchina volante condotta dall'enigmatico Comandante.
I due amici, Fedoro e Rokoff, diventano i protagonisti di prodigiose avventure a bordo dello Sparviero in compagnia del ricco Comandante che tuttavia nasconde misteriosi propositi.